# Seleção de Futebol Feminino dos Estados Unidos no Mundialito Feminino de 1985
A seleção americana de futebol feminino de 1985 foi a primeira seleção americana de futebol feminino a representar os Estados Unidos em jogos internacionais. O time jogou quatro jogos em Jesolo, Itália, no Torneio Mundialito, perdendo três jogos e empatando um.

## Técnicos
| Nome         | data de nascimento      | Anos como técnico da Seleção | Universidade | Posição               | Jogos na carreira | Comentários                                 |
| ------------ | ----------------------- | ---------------------------- | ------------ | --------------------- | ----------------- | ------------------------------------------- |
| Mike Ryan    | 14 de fevereiro de 1935 | 1985                         |              | Técnico               |                   | Metalúrgico e técnico de futebol em Seattle |
| Roger Rogers |                         | 1985                         |              | Assistente do técnico |                   | Fundador da Women's Soccer World Magazine   |

## Jogadoras
| Nome                 | Data de nascimento     | Anos como membro da seleção | Universidade         | Posição       | Jogos (gols) | Comentários |
| -------------------- | ---------------------- | --------------------------- | -------------------- | ------------- | ------------ | --- |
| Michelle Akers       | 1 de Fevereiro de 1966 | 1985–2000                   | Central Florida      | atacante      | 153 (105)    | Contra a Dinamarca, ela marcou o primeiro gol da história da seleção americana.                                                                                 |
| Pam Baughman Cornell |                        | 1985                        | George Mason         |               | 4 (1)        | |
| Denise Bender        |                        | 1985                        | Washington           | defensora     | 4 (0)        | Capitã do time |
| Denise Boyer-Merdich |                        | 1985–1987                   | Puget Sound          | meio-campista | 7 (l)        | |
| Tara Buckley         |                        | 1985                        | Connecticut          |               | 2 (0)        | |
| Laurie Bylin         |                        | 1985                        |                      |               | 4 (0)        | |
| Stacey Enos          |                        | 1985–1986                   | North Carolina       | defensora     | 10 (0)       | |
| Linda Gancitano      |                        | 1985                        | Central Florida      | defensora     | 2 (0)        | Substituiu Denise Bender no primeiro jogo internacional; O rompimento de seu Ligamento cruzado anterior encerrou sua carreira em 1986.                          |
| Cindy Gordon         |                        | 1985–1988                   | Western Washington   | meio-campista | 6 (0)        | |
| Ruth Harker          |                        | 1985                        | Missouri – St. Louis | goleira       | 2 (0)        | |
| Tuca Healey          |                        | 1985                        | California           | atacante      | 3 (0)        | |
| Lori Henry           | 20 de março de 1966    | 1985–1991                   | North Carolina       | defensora     | 39 (3)       | |
| Sharon McMurtry      |                        | 1985–1986                   | Seattle              | meio-campista | 6 (0)        | Atleta do ano da Federação Americana em 1985 |
| Ann Orrison          |                        | 1985–1986                   | Virginia             | defensora     | 5 (0)        | |
| Emily Pickering      |                        | 1985–1992                   | North Carolina       | meio-campista | 15 (2)       | Deu a assistência no primeiro gol da história da seleção americana; Marcou o segundo gol da história da seleção americana, ambos contra a Seleção Dinamarquesa. |
| Kathy Ridgewell      |                        | 1985–1987                   |                      |               | 3 (0)        | |
| Kim Wyant            |                        | 1985–1987, 1993             | Central Florida      | goleira       | 9 (0)        | |

## Criação do time
Seleções americanas de futebol feminino foram formadas em 1982, 1983 e 1984, mas nenhuma dessas seleções chegou a entrar em campo. Alguns clubes chegaram a representar os Estados Unidos em torneios internacionais, com o "Dallas Sting" ganhando o primeiro título para os Estados Unidos em um torneio mundial sancionado pela FIFA em 1984. Com o crescente interesse por futebol feminino, cerca de 70 mulheres, a maioria provindas de times universitários, foram convidadas a participar em Baton Rouge, Luisiana do "Festival de Esporte Olímpicos" de 1985. A primeira vez que o futebol feminino foi incluído no evento. Ao final do festival, o técnico Mike Ryan, escolheu 17 jogadoras, todas com menos de 25 anos de idade, para formar a seleção. O time recebeu uniformes de treinamento masculinos e treinou por três dias no "C.W. Post Campus of Long Island University". À cada membro do time foi dado um par de chuteiras e 10 dólares por dia para comida. Elas costuraram o decalque "USA" nas suas camisas na noite anterior a viagem para a Itália.

## O torneio
Os italianos receberam as americanas de forma entusiástica aos gritos de "Ooosa!" (USA), um grito pré-jogo que a seleção americana acabou adotando para si. As americanas responderam liderando a torcida pela seleção italiana em um dos jogos. As americanas foram as convidadas de honra em um show de rock e as jogadoras Michelle Akers, Emily Pickering e Linda Gancitano foram convidadas para servirem de modelos de roupas em uma sessão fotográfica. As americanas não estavam acostumadas a grandes multidões e cerca de 7 mil pessoas assistiram aos jogos.
Contudo, nem tudo foi bem para o time americano dentro de campo. No seu primeiro jogo, em 18 de agosto de 1985, as americanas acostumadas com um jogo mais cortês, como era jogado àquela época nos Estados Unidos, foram dominadas por uma seleção italiana mais experiente e fisicamente preparada, perdendo por 1-0. Carolina Morace marcou o gol das italianas. Akers e Pickering perderam esse primeiro jogo devido a contusões. Em 21 de agosto, as americanas se reencontraram e empataram com a Dinamarca por 2-2, com Akers e Pickering marcando os gols. Elas então perderam para a Inglaterra e para a Dinamarca, numa revanche.

## Resultados
| Data                 | Local          | Oponente   | Resultado   | Gols americanos marcados por |
| -------------------- | -------------- | ---------- | ----------- | ---------------------------- |
| 18 de agosto de 1985 | Jesolo, Itália | Itália     | Derrota 0–1 |                              |
| 21 de agosto de 1985 | Jesolo, Itália | Dinamarca  | Empate 2–2  | Akers, Pickering             |
| 23 de agosto de 1985 | Caorle, Itália | Inglaterra | Derrota 1–3 | Akers                        |
| 24 de agosto de 1985 | Jesolo, Itália | Dinamarca  | Derrota 0–1 |                              |

## Consequências
O time se desmanchou depois do torneio. Um novo time com diversas jogadoras novas e um novo técnico, Anson Dorrance se reuniu em 1986 para jogar novamente em Jesolo e no Complexo Nacional de Futebol em Blaine, Minnesota. O desempenho do time em 1986 melhorou, com a equipe conseguindo cinco vitórias e duas derrotas.